# Ralph Therrio
Ralph Phillip Therrio (nascido em 12 de janeiro de 1954) é um ex-ciclista olímpico estadunidense. Representou sua nação nos Jogos Olímpicos de Verão de 1972 e Montreal 1976.